# Acta Physica Polonica

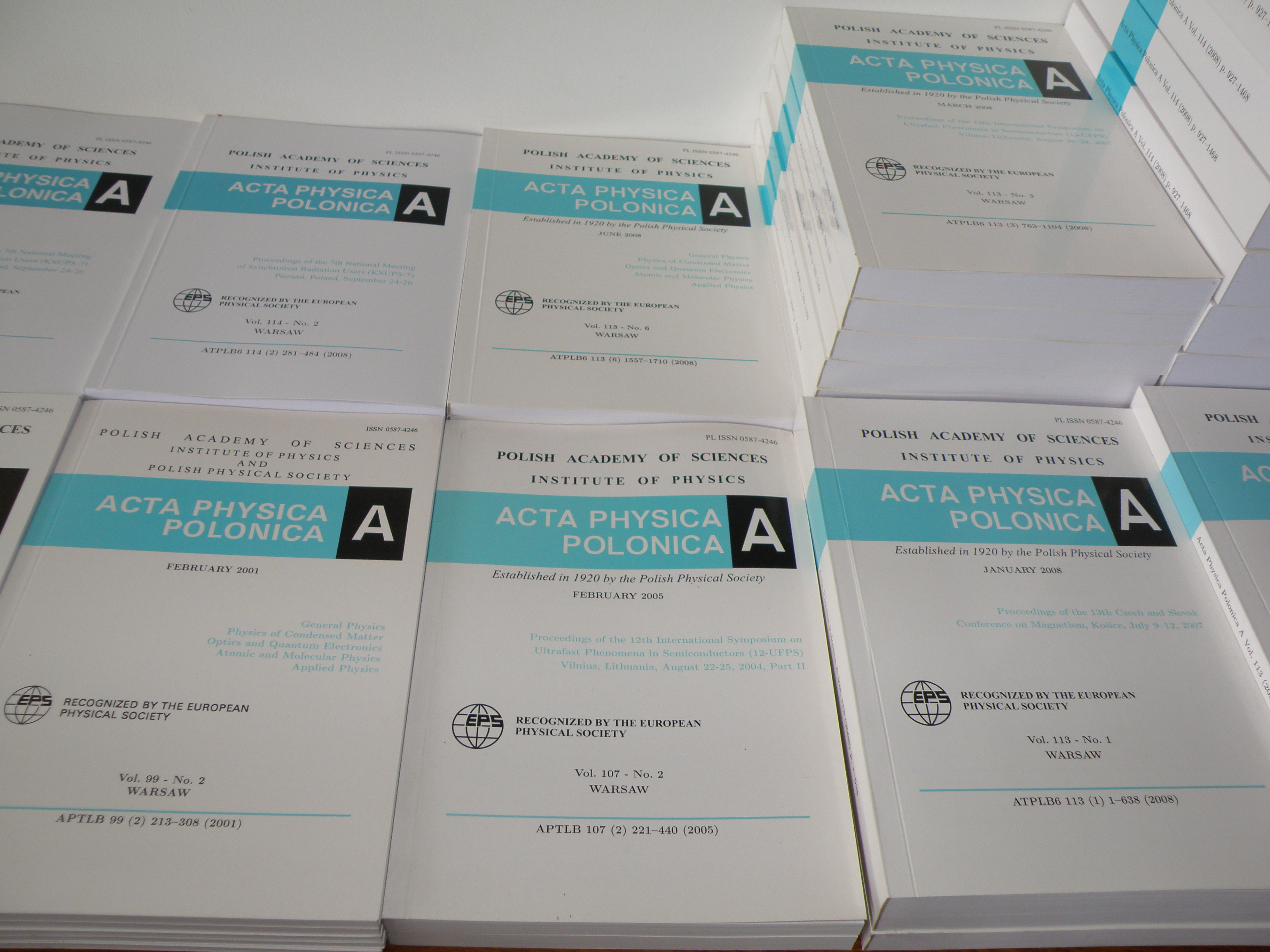
Acta physica polonica 2

Acta Physica Polonica A là một tạp chí khoa học của Ba Lan, được thành lập từ năm 1970. Tạp chí là nơi xuất bản các nghiên cứu khoa học liên quan đến các lĩnh vực chung của Vật lý, Vật lý nguyên tử và phân tử, Quang học và Quang học lượng tử, Thông tin lượng tử, Lý sinh, Vật lý Vật chất Cô đặc và Vật lý Ứng dụng. Tạp chí xuất bản hàng tháng, ngôn ngữ xuất bản là tiếng Anh.

## Mã số xuất bản
- ISSN 0587-4246 (bản in)
- e-ISSN 1898-794X (bản điện tử)
- GICID: 71.0000.1500.2074
- Nhà xuất bản: Viện hàn lâm khoa học Ba Lan[2]

## Chỉ số ảnh hưởng
- Chỉ số IF (Impact Factor) năm 2019: 0.579[3]
- Chỉ số SJR (Scimago Journal Rank) năm 2019: 0.214[4]
- Chỉ số SNIP (Source Normalized Impact per Paper) năm 2019: 0.487[3]
- Chỉ số Scopus CiteScore năm 2019: 1.20[3]
- H Index: 32[5]
- Danh mục tạp chí SCIE: Nhóm Q3[4]

## Ban biên tập[6]
Jan Mostowski (Tổng biên tập)
Marek Cieplak
Robert R. Gałazka
Jerzy Kijowski
Maciej Kolwas
Jacek Kossut
Leszek Sirko
Andrzej Sobolewski
Henryk Szymczak

## Cố vấn khoa học
Łukasz Cywiński
Elżbieta Guziewicz
Anna Niedźwiecka
Jerzy Pełka
Maciej Sawicki
Henryk G. Teisseyre
Andrzej Wawro